# Al-Muhammadijja (Maroko)
Al-Muhammadijja (arab. المحمدية, fr. Mohammédia, do 1961 Fedala) – miasto w Maroku; 196 800 mieszkańców (2006). Jest to znaczący ośrodek przemysłowo-handlowy kraju, znajdują się tu główne marokańskie rafinerie ropy naftowej.
Z przemysłową dzielnicą Al-Muhammadijji kontrastuje turystyczno-wypoczynkowa część miasta. Wzdłuż atlantyckiego wybrzeża ciągnie się szeroka plaża, co w połączeniu z niewielką odległością od Casablanki sprawia, że w lecie miejsce to tłumnie odwiedzają Marokańczycy.
Chociaż w przeszłości miasto prężnie rozwijało się jako jeden z ważniejszych portów handlowych Maroka, do naszych czasów nie dotrwało wiele zabytków. Do atrakcji turystycznych zalicza się tu jednak współczesny meczet Erradouane, otwarty w 1991 roku.

## Współpraca
Miejscowość partnerska:
- Gandawa, Belgia